# 립시츠 연속 함수
해석학에서 립시츠 연속 함수(영어: Lipschitz-continuous function)는 두 점 사이의 거리를 일정 비 이상으로 증가시키지 않는 함수이다. 이름은 독일의 수학자인 루돌프 립시츠의 이름을 땄다.

## 정의
두 거리 공간 {\displaystyle (X,d_{X})}, {\displaystyle (Y,d_{Y})} 사이의 함수 {\displaystyle f\colon X\to Y} 및 음이 아닌 실수 {\displaystyle K\geq 0}가 다음 조건을 만족시킨다면, {\displaystyle f}가 {\displaystyle K}-립시츠 연속 함수라고 한다.
- 임의의 {\displaystyle x,x'\in X}에 대하여, {\displaystyle d_{Y}(f(x),f(x'))\leq Kd_{X}(x,x')}

두 거리 공간 {\displaystyle (X,d_{X})}, {\displaystyle (Y,d_{Y})} 사이의 함수 {\displaystyle f\colon X\to Y}가 적어도 하나의 음이 아닌 실수 {\displaystyle K\geq 0}에 대하여 {\displaystyle K}-립시츠 함수라면, {\displaystyle f}를 립시츠 연속 함수라고 한다.

## 성질
립시츠 연속 함수 {\displaystyle f\colon \mathbb {R} \to \mathbb {R} }는 다음 조건들을 만족시킨다.
- 절대 연속 함수이다.
- 거의 어디서나 미분 가능 함수이다.
- 만약 {\displaystyle f}가 {\displaystyle K}-립시츠 함수라면, 거의 어디서나 {\displaystyle |f'|\leq K}이다.

미분 가능 함수 {\displaystyle f\colon \mathbb {R} \to \mathbb {R} }에 대하여, 다음 두 조건이 서로 동치이다.
- {\displaystyle f}는 립시츠 연속 함수이다.
- {\displaystyle \sup\{|f'(x)|\colon x\in \mathbb {R} \}<\infty }이다.

## 예
함수 {\displaystyle {\sqrt {}}\colon [0,1]\to \mathbb {R} }은 균등 연속 함수이지만 립시츠 연속 함수가 아니다.

## 참고 문헌
- Boris Hasselblatt, Anatole Katok (2003). A First Course in Dynamics: with a Panorama of Recent Developments, 1 edition, Cambridge University Press

## 같이 보기
- 횔더 연속 함수